# Chelsea Football Club 2018-2019
Questa voce raccoglie le informazioni riguardanti il Chelsea Football Club nelle competizioni ufficiali della stagione 2018-2019.

## Stagione
L'inizio della stagione vede un importante cambio, quello del tecnico: l'italiano Antonio Conte, infatti, viene sostituito dal connazionale Maurizio Sarri, già tecnico del Napoli, il quale si fa affiancare dall'ex-calciatore Gianfranco Zola e da Luca Gotti.

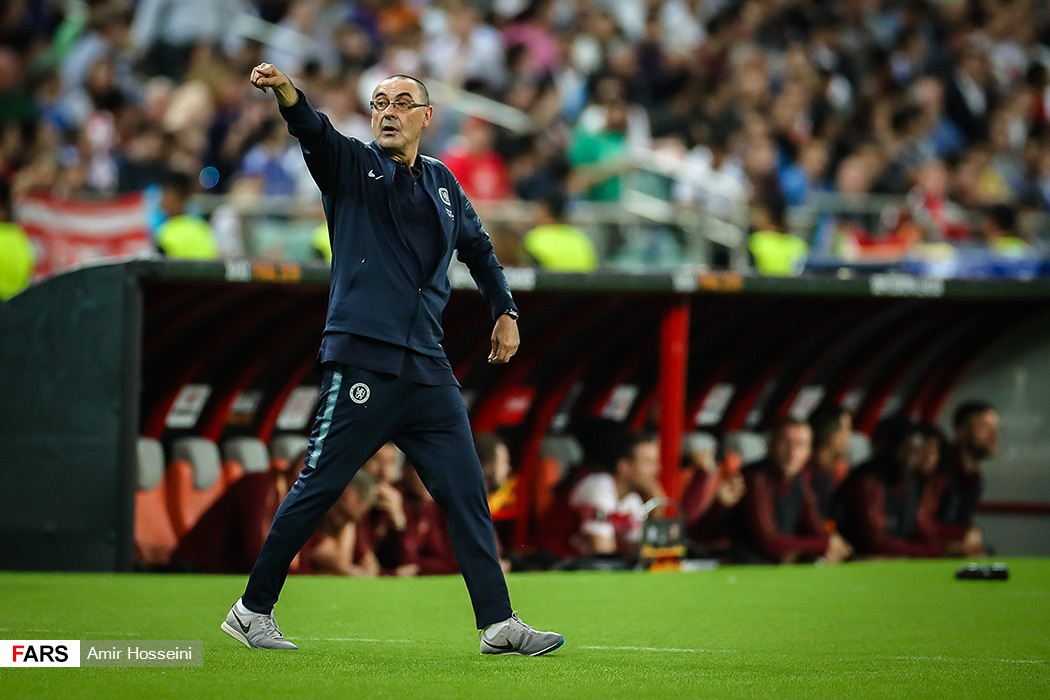
Maurizio Sarri, sesto allenatore italiano a sedersi sulla panchina dei Blues.

Sul mercato il club londinese mette a segno diversi colpi, come l'acquisto del centrocampista italo-brasiliano Jorginho, anch'egli proveniente dal Napoli. Dopo quattro stagioni, il portiere belga Thibaut Courtois (prontamente sostituito da Kepa) viene ceduto al Real Madrid, affare che porta a Londra l'arrivo dell'argento mondiale Mateo Kovačić.
L'avvio di stagione coincide con la sconfitta dei Blues in Community Shield. Ciononostante, Sarri guida il Chelsea ad una striscia di ben 12 risultati utili in campionato, confermando la squadra tra le contendenti al titolo assieme con Manchester City e Liverpool, mentre in EFL Cup i Blues riescono ad eliminare proprio il Liverpool ai sedicesimi di finale, e raggiungono la finale dopo aver superato il Tottenham ai tiri di rigore in semifinale. In FA Cup, la squadra di Sarri termina il proprio percorso agli ottavi, venendo battuta dal Manchester United. In campionato il percorso si rivela più complesso del previsto, al punto che all'inizio del 2019 i Blues rimediano goleade dal Bournemouth (4-0) e dal Manchester City (6-0), ritrovandosi a lottare per il quarto posto. In Coppa di Lega, il Chelsea affronta nella finale di Wembley del 24 febbraio il Manchester City, che si impone ai rigori.

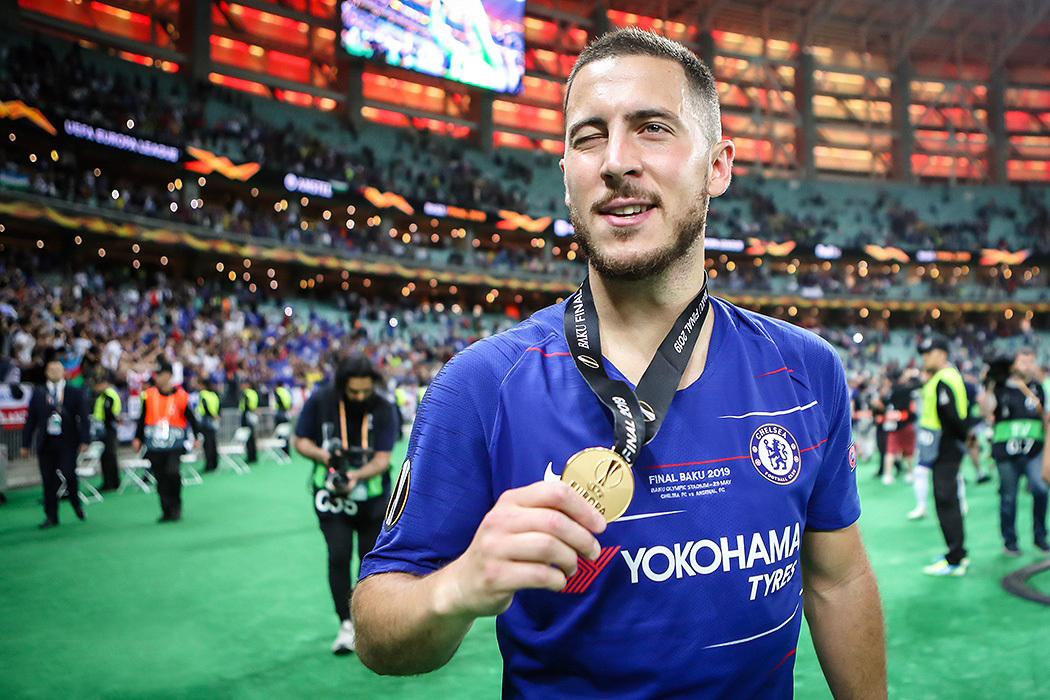
Eden Hazard, migliore marcatore stagionale della squadra (21), festante al termine della vittoriosa finale di Europa League, suggellata dalla sua doppietta.

A livello internazionale il Chelsea viene sorteggiato nel girone L di Europa League assieme a PAOK, Bate Borisov e MOL Vidi. Già alla seconda giornata, grazie alle due iniziali vittorie, il club di Sarri si posiziona in testa di girone, che chiude al primo posto con 5 vittorie e un pareggio in 6 partite. Ai sedicesimi di finale elimina il Malmö FF, agli ottavi la Dinamo Kiev e ai quarti lo Slavia Praga, mentre in semifinale ha ragione dell'Eintracht Francoforte al termine dei rigori (dopo aver pareggiato ambo le partite per 1-1). Nella finale tutta inglese contro l'Arsenal, a Baku, gli uomini di Sarri vincono nettamente per 4-1 il derby londinese e mettono in bacheca il trofeo per la seconda volta.

## Maglie e Sponsor
Lo sponsor tecnico per la stagione 2018-2019 è Nike, al secondo anno con i Blues. Lo sponsor principale è Yokohama, alla quarta stagione con i londinesi, mentre il logo di Hyundai apparirà sulle maniche delle maglie in tutte le partite nazionali. La squadra ha inoltre altri svariati sponsors: Carabao Energy Drink, Beats by Dr. Dre, EA Sports, Ericsson, Hublot, Levy Restaurants, Millennium Hotels, Singha, Sony Music, Sure, Vitality e William Hill. Il club collabora anche con l'organizzazione umanitaria Plan.
| Casa | Trasferta | Terza divisa | 1ª portiere | 2ª portiere | 3ª portiere |

## Organigramma societario
Area direttiva
- Proprietario: Roman Abramovič
- Presidente: Bruce Buck
- Vicepresidenti: Sir Peter Harrison, Joe Hemani, Anthony Reeves, Alan Spence
- Direttori: Marina Granovskaia, Guy Laurence, Eugene Tenenbaum
- Capo esecutivo: Guy Laurence
- Segretario: David Barnard
- Ambasciatori: Carlo Cudicini, Tore André Flo, Paulo Ferreira, Eddie Newton

Area tecnica
- Manager: Maurizio Sarri
- Assistenti allenatore: Gianfranco Zola, Luca Gotti, Carlo Cudicini
- Secondo assistente allenatore: Marco Ianni
- Preparatori dei portieri: Massimo Nenci, Henrique Hilário
- Preparatore atletico: Paolo Bertelli
- Assistenti preparatore atletico: Davide Ranzato, Davide Losi
- Direttore medico: Paco Biosca
- Responsabile degli osservatori: Scott McLachlan
- Osservatore: Gianni Picchioni
- Responsabile del settore giovanile: Neil Bath
- Manager squadra Under-23: Joe Edwards
- Manager squadra Under-18: Andy Myers

## Rosa
| N. |                        | Ruolo | Calciatore            |
| -- | ---------------------- | ----- | --------------------- |
| 1  | Spagna (bandiera)      | P     | Kepa Arrizabalaga     |
| 2  | Germania (bandiera)    | D     | Antonio Rüdiger       |
| 3  | Spagna (bandiera)      | D     | Marcos Alonso Mendoza |
| 4  | Spagna (bandiera)      | C     | Cesc Fàbregas         |
| 5  | Italia (bandiera)      | C     | Jorginho              |
| 6  | Inghilterra (bandiera) | C     | Danny Drinkwater      |
| 7  | Francia (bandiera)     | C     | N'Golo Kanté          |
| 8  | Inghilterra (bandiera) | C     | Ross Barkley          |
| 9  | Argentina (bandiera)   | A     | Gonzalo Higuaín       |
| 10 | Belgio (bandiera)      | C     | Eden Hazard           |
| 11 | Spagna (bandiera)      | C     | Pedro                 |
| 12 | Inghilterra (bandiera) | C     | Ruben Loftus-Cheek    |
| 13 | Argentina (bandiera)   | P     | Wilfredo Caballero    |
| 15 | Nigeria (bandiera)     | D     | Victor Moses          |
| 17 | Croazia (bandiera)     | C     | Mateo Kovačić         |
| 18 | Francia (bandiera)     | A     | Olivier Giroud        |

| N. |                        | Ruolo | Calciatore                       |
| -- | ---------------------- | ----- | -------------------------------- |
| 19 | Inghilterra (bandiera) | A     | Tammy Abraham                    |
| 20 | Inghilterra (bandiera) | A     | Callum Hudson-Odoi               |
| 21 | Italia (bandiera)      | D     | Davide Zappacosta                |
| 22 | Brasile (bandiera)     | C     | Willian                          |
| 24 | Inghilterra (bandiera) | D     | Gary Cahill (capitano)           |
| 27 | Danimarca (bandiera)   | D     | Andreas Christensen              |
| 28 | Spagna (bandiera)      | D     | César Azpilicueta (vicecapitano) |
| 29 | Spagna (bandiera)      | A     | Álvaro Morata                    |
| 30 | Brasile (bandiera)     | D     | David Luiz                       |
| 31 | Inghilterra (bandiera) | P     | Robert Green                     |
| 33 | Italia (bandiera)      | D     | Emerson Palmieri                 |
| 34 | Brasile (bandiera)     | A     | Lucas Piazon                     |
| 44 | Galles (bandiera)      | D     | Ethan Ampadu                     |
| 59 | Polonia (bandiera)     | P     | Marcin Bułka                     |
| 99 | Paesi Bassi (bandiera) | C     | Marco van Ginkel                 |

## Calciomercato

### Sessione estiva
| Acquisti | Acquisti          | Acquisti          | Acquisti                  |
| R.       | Nome              | da                | Modalità                  |
| -------- | ----------------- | ----------------- | ------------------------- |
| P        | Kepa Arrizabalaga | Athletic Bilbao   | definitivo (80 milioni €) |
| C        | Jorginho          | Napoli            | definitivo (57 milioni €) |
| C        | Mateo Kovačić     | Real Madrid       | prestito                  |
| C        | Marco van Ginkel  | PSV               | fine prestito             |
| A        | Michy Batshuayi   | Borussia Dortmund | fine prestito             |
| P        | Jamal Blackman    | Sheffield Utd     | fine prestito             |
| P        | Robert Green      | Huddersfield Town | svincolato                |
| D        | Todd Kane         | Oxford Utd        | fine prestito             |
| D        | Kenneth Omeruo    | Kasımpaşa         | fine prestito             |
| A        | Tammy Abraham     | Swansea City      | fine prestito             |
| A        | Lucas Piazon      | Fulham            | fine prestito             |

| Cessioni | Cessioni         | Cessioni    | Cessioni                                        |
| R.       | Nome             | a           | Modalità                                        |
| -------- | ---------------- | ----------- | ----------------------------------------------- |
| P        | Thibaut Courtois | Real Madrid | definitivo (35 milioni €)                       |
| C        | Tiémoué Bakayoko | Milan       | prestito con diritto di riscatto (40 milioni €) |
| C        | Mario Pašalić    | Atalanta    | prestito con diritto di riscatto (15 milioni €) |
| A        | Michy Batshuayi  | Valencia    | prestito oneroso (3 milioni €)                  |
| P        | Jamal Blackman   | Leeds Utd   | prestito                                        |
| D        | Todd Kane        | Hull City   | prestito                                        |
| D        | Kenneth Omeruo   | Leganés     | prestito                                        |
| A        | Tammy Abraham    | Aston Villa | prestito                                        |

### Trasferimenti tra le due sessioni di calciomercato
| Acquisti | Acquisti       | Acquisti  | Acquisti      |
| R.       | Nome           | da        | Modalità      |
| -------- | -------------- | --------- | ------------- |
| P        | Jamal Blackman | Leeds Utd | fine prestito |

### Sessione invernale
| Acquisti | Acquisti          | Acquisti          | Acquisti                  |
| R.       | Nome              | da                | Modalità                  |
| -------- | ----------------- | ----------------- | ------------------------- |
| A        | Christian Pulisic | Borussia Dortmund | definitivo (64 milioni €) |
| A        | Gonzalo Higuain   | Juventus          | prestito (7,8 milioni €)  |
| A        | Michy Batshuayi   | Valencia          | fine prestito             |
| C        | Lewis Baker       | Leeds Utd         | fine prestito             |
| D        | Abdul Rahman Baba | Schalke 04        | fine prestito             |
| D        | Matt Miazga       | Nantes            | fine prestito             |

| Cessioni | Cessioni          | Cessioni          | Cessioni                  |
| R.       | Nome              | da                | Modalità                  |
| -------- | ----------------- | ----------------- | ------------------------- |
| A        | Alvaro Morata     | Atlético Madrid   | prestito (18 milioni €)   |
| C        | Cesc Fabregas     | Monaco            | definitivo (9 milioni €)  |
| A        | Michy Batshuayi   | Crystal Palace    | prestito (1,15 milioni €) |
| A        | Christian Pulisic | Borussia Dortmund | prestito                  |
| A        | Victor Moses      | Fenerbahçe        | prestito                  |
| C        | Lewis Baker       | Reading           | prestito                  |
| D        | Abdul Rahman Baba | Stade Reims       | prestito                  |
| D        | Matt Miazga       | Reading           | prestito                  |
| A        | Lucas Piazon      | Chievo            | prestito                  |

## Risultati

### Premier League

#### Girone di andata
| Arbitro: | Kavanagh |

|  |           |                                         |
|  | Marcatori | 34’ Kanté 45’ (rig.) Jorginho 80’ Pedro |

| Arbitro: | Atkinson |

|                                |           |                          |
| Pedro 9’ Morata 20’ Alonso 81’ | Marcatori | 37’ Mxit'aryan 41’ Iwobi |

| Arbitro: | Tierney |

|            |           |                                     |
| Joselu 83’ | Marcatori | 76’ (rig.) Hazard 87’ (aut.) Yedlin |

| Arbitro: | Mason |

|                      |           |  |
| Pedro 72’ Hazard 85’ | Marcatori |  |

| Arbitro: | Moss |

|                                         |           |           |
| Hazard 37’, 44’, 80’ (rig.) Willian 83’ | Marcatori | 16’ Bamba |

| Londra 23 settembre 2018, ore 13:30 WEST 6ª giornata | West Ham Utd | 0 – 0 referto | Chelsea | London Stadium (56 875 spett.)\| Arbitro: \| Dean \| |
| Arbitro:                                             | Dean         |               |         |                                                      |

| Arbitro: | Marriner |

|            |           |               |
| Hazard 25’ | Marcatori | 89’ Sturridge |

| Arbitro: | Pawson |

|  |           |                                   |
|  | Marcatori | 30’ Hazard 57’ Barkley 90’ Morata |

| Arbitro: | Dean |

|                         |           |                  |
| Rüdiger 21’ Barkley 90’ | Marcatori | 55’, 73’ Martial |

| Arbitro: | Pawson |

|  |           |                                                     |
|  | Marcatori | 22’ Morata 57’ Barkley 62’ Willian 90’ Loftus-Cheek |

| Arbitro: | Oliver |

|                           |           |              |
| Morata 32’, 65’ Pedro 70’ | Marcatori | 53’ Townsend |

| Londra 11 novembre 2018, ore 14:15 WET 12ª giornata | Chelsea | 0 – 0 referto | Everton | Stamford Bridge (40 345 spett.)\| Arbitro: \| Friend \| |
| Arbitro:                                            | Friend  |               |         |                                                         |

| Arbitro: | Atkinson |

|                          |           |            |
| Alli 8’ Kane 16’ Son 54’ | Marcatori | 85’ Giroud |

| Arbitro: | Pawson |

|                           |           |  |
| Pedro 4’ Loftus-Cheek 82’ | Marcatori |  |

| Arbitro: | Moss |

|                      |           |                  |
| Jiménez 59’ Jota 63’ | Marcatori | 18’ Loftus-Cheek |

| Arbitro: | Oliver |

|                    |           |  |
| Kanté 45’ Luiz 78’ | Marcatori |  |

| Arbitro: | Attwell |

|           |           |                      |
| March 66’ | Marcatori | 17’ Pedro 33’ Hazard |

| Arbitro: | Probert |

|  |           |           |
|  | Marcatori | 51’ Vardy |

| Arbitro: | Atkinson |

|             |           |                        |
| Pereyra 45’ | Marcatori | 45’, 58’ (rig.) Hazard |

#### Girone di ritorno
| Arbitro: | Pawson |

|  |           |           |
|  | Marcatori | 51’ Kanté |

| Londra 2 gennaio 2019, ore 19:45 WET 21ª giornata | Chelsea | 0 – 0 referto | Southampton | Stamford Bridge (40 668 spett.)\| Arbitro: \| Moss \| |
| Arbitro:                                          | Moss    |               |             |                                                       |

| Arbitro: | Kavanagh |

|                      |           |           |
| Pedro 9’ Willian 57’ | Marcatori | 40’ Clark |

| Arbitro: | Taylor |

|                             |           |  |
| Lacazette 14’ Koscielny 39’ | Marcatori |  |

| Arbitro: | East |

|                                      |           |  |
| King 47’, 74’ Brooks 63’ Daniels 90’ | Marcatori |  |

| Arbitro: | Tierney |

|                                                  |           |  |
| Higuaín 16’, 69’ Hazard 45’ (rig.), 66’ Luiz 86’ | Marcatori |  |

| Arbitro: | Dean |

|                                                           |           |  |
| Sterling 4’, 80’ Agüero 13’, 19’, 56’ (rig.) Gündoğan 25’ | Marcatori |  |

| Arbitro: | Marriner |

|                               |           |  |
| Pedro 57’ Trippier 84’ (aut.) | Marcatori |  |

| Arbitro: | Scott |

|              |           |                          |
| Chambers 28’ | Marcatori | 20’ Higuaín 31’ Jorginho |

| Arbitro: | Oliver |

|            |           |             |
| Hazard 90’ | Marcatori | 56’ Jiménez |

| Arbitro: | Taylor |

|                                |           |  |
| Richarlison 49’ Sigurðsson 72’ | Marcatori |  |

| Arbitro: | Pawson |

|              |           |                                  |
| Camarasa 46’ | Marcatori | 84’ Azpilicueta 90’ Loftus-Cheek |

| Arbitro: | Scott |

|                                        |           |  |
| Giroud 38’ Hazard 60’ Loftus-Cheek 63’ | Marcatori |  |

| Arbitro: | Kavanagh |

|                 |           |  |
| Hazard 24’, 90’ | Marcatori |  |

| Arbitro: | Oliver |

|                    |           |  |
| Mané 51’ Salah 53’ | Marcatori |  |

| Arbitro: | Friend |

|                       |           |                        |
| Kanté 12’ Higuaín 14’ | Marcatori | 8’ Hendrick 24’ Barnes |

| Arbitro: | Atkinson |

|          |           |            |
| Mata 11’ | Marcatori | 43’ Alonso |

| Arbitro: | Tierney |

|                                       |           |  |
| Loftus-Cheek 48’ Luiz 51’ Higuaín 75’ | Marcatori |  |

| Leicester 12 maggio 2019, ore 15:00 WEST 38ª giornata | Leicester City | 0 – 0 referto | Chelsea | King Power Stadium (32 140 spett.)\| Arbitro: \| Taylor \| |
| Arbitro:                                              | Taylor         |               |         |                                                            |

### FA Cup
| Arbitro: | Madley |

|                 |           |  |
| Morata 49’, 59’ | Marcatori |  |

| Arbitro: | Marriner |

|                                         |           |  |
| Willian 26’ (rig.), 83’ Hudson-Odoi 64’ | Marcatori |  |

| Arbitro: | Friend |

|  |           |                       |
|  | Marcatori | 31’ Herrera 45’ Pogba |

### Coppa di Lega
| Arbitro: | Friend |

|               |           |                                 |
| Sturridge 58’ | Marcatori | 79’ Emerson Palmieri 85’ Hazard |

| Arbitro: | Moss |

|                                                |           |                         |
| Tomori 5’ (aut.) Keogh 21’ (aut.) Fàbregas 41’ | Marcatori | 9’ Marriott 27’ Waghorn |

| Arbitro: | Taylor |

|            |           |  |
| Hazard 84’ | Marcatori |  |

| Arbitro: | Oliver |

|                 |           |  |
| Kane 26’ (rig.) | Marcatori |  |

| Arbitro: | Atkinson |

|                                   |                      |                           |
| Kanté 27’ Hazard 38’              | Marcatori            | 50’ Llorente              |
| Willian Azpilicueta Jorginho Luiz | Tiri di rigore 4 – 2 | Eriksen Lamela Dier Lucas |

| Arbitro: | Moss |

|                                                   |                      |                                     |
| Jorginho Azpilicueta Emerson Palmieri Luiz Hazard | Tiri di rigore 3 – 4 | Gündoğan Agüero Sané Silva Sterling |

### FA Community Shield
| Arbitro: | Moss |

|  |           |                 |
|  | Marcatori | 13’, 58’ Agüero |

### Europa League

#### Fase a gironi
| Arbitro: | Mallenco |

|  |           |            |
|  | Marcatori | 7’ Willian |

| Arbitro: | Zelinka |

|            |           |  |
| Morata 70’ | Marcatori |  |

| Arbitro: | Mazzoleni |

|                          |           |          |
| Loftus-Cheek 2’, 8’, 54’ | Marcatori | 79’ Rios |

| Arbitro: | Dabanović |

|  |           |            |
|  | Marcatori | 53’ Giroud |

| Arbitro: | Tohver |

|                                            |           |  |
| Giroud 27’, 37’ Hudson-Odoi 60’ Morata 78’ | Marcatori |  |

| Arbitro: | Stavrev |

|                            |           |                        |
| Ampadu 32’ (aut.) Nego 56’ | Marcatori | 30’ Willian 75’ Giroud |

#### Fase ad eliminazione diretta
| Arbitro: | Kul'bakoŭ |

|                  |           |                        |
| Christiansen 80’ | Marcatori | 30’ Barkley 58’ Giroud |

| Arbitro: | Grinfeeld |

|                                        |           |  |
| Giroud 55’ Barkley 74’ Hudson-Odoi 84’ | Marcatori |  |

| Arbitro: | Vinčić |

|                                       |           |  |
| Pedro 17’ Willian 65’ Hudson-Odoi 90’ | Marcatori |  |

| Arbitro: | Stieler |

|  |           |                                                |
|  | Marcatori | 5’, 33’, 59’ Giroud 45’ Alonso 78’ Hudson-Odoi |

| Arbitro: | Zwayer |

|  |           |            |
|  | Marcatori | 86’ Alonso |

| Arbitro: | Skomina |

|                                          |           |                            |
| Pedro 5’, 27’ Deli 10’ (aut.) Giroud 17’ | Marcatori | 26’ Souček 51’, 54’ Ševčík |

| Arbitro: | Del Cerro Grande |

|           |           |           |
| Jović 23’ | Marcatori | 45’ Pedro |

| Arbitro: | Hațegan |

|                                          |                      |                                              |
| Loftus-Cheek 28’                         | Marcatori            | 49’ Jović                                    |
| Barkley Azpilicueta Jorginho Luiz Hazard | Tiri di rigore 4 – 3 | Haller Jović de Guzmán Hinteregger Paciência |

| Arbitro: | Rocchi |

|                                             |           |           |
| Giroud 49’ Pedro 60’ Hazard 65’ (rig.), 72’ | Marcatori | 69’ Iwobi |

## Statistiche

### Statistiche di squadra
| Competizione        | Punti | In casa | In casa | In casa | In casa | In casa | In casa | In trasferta | In trasferta | In trasferta | In trasferta | In trasferta | In trasferta | Totale | Totale | Totale | Totale | Totale | Totale | DR  |
| Competizione        | Punti | G       | V       | N       | P       | Gf      | Gs      | G            | V            | N            | P            | Gf           | Gs           | G      | V      | N      | P      | Gf     | Gs     | DR  |
| ------------------- | ----- | ------- | ------- | ------- | ------- | ------- | ------- | ------------ | ------------ | ------------ | ------------ | ------------ | ------------ | ------ | ------ | ------ | ------ | ------ | ------ | --- |
| Premier League      | 72    | 19      | 12      | 6       | 1       | 39      | 12      | 19           | 9            | 3            | 7            | 24           | 27           | 38     | 21     | 9      | 8      | 63     | 39     | +24 |
| FA Cup              | -     | 3       | 2       | 0       | 1       | 5       | 2       | 0            | 0            | 0            | 0            | 0            | 0            | 3      | 2      | 0      | 1      | 5      | 2      | +3  |
| Coppa di Lega       | -     | 4       | 3       | 1       | 0       | 6       | 3       | 2            | 1            | 0            | 1            | 2            | 2            | 6      | 4      | 1      | 1      | 8      | 5      | +3  |
| FA Community Shield | -     | 1       | 0       | 0       | 1       | 0       | 2       | 0            | 0            | 0            | 0            | 0            | 0            | 1      | 0      | 0      | 1      | 0      | 2      | -2  |
| Europa League       | -     | 8       | 7       | 1       | 0       | 23      | 6       | 7            | 5            | 2            | 0            | 13           | 4            | 15     | 12     | 3      | 0      | 36     | 10     | +26 |
| Totale              | -     | 35      | 24      | 8       | 3       | 73      | 25      | 28           | 15           | 5            | 8            | 39           | 33           | 63     | 39     | 13     | 11     | 112    | 58     | +54 |

### Andamento in campionato
| Giornata  | 1 | 2 | 3 | 4 | 5 | 6 | 7 | 8 | 9 | 10 | 11 | 12 | 13 | 14 | 15 | 16 | 17 | 18 | 19 | 20 | 21 | 22 | 23 | 24 | 25 | 26 | 27 | 28 | 29 | 30 | 31 | 32 | 33 | 34 | 35 | 36 | 37 | 38 |
| --------- | - | - | - | - | - | - | - | - | - | -- | -- | -- | -- | -- | -- | -- | -- | -- | -- | -- | -- | -- | -- | -- | -- | -- | -- | -- | -- | -- | -- | -- | -- | -- | -- | -- | -- | -- |
| Luogo     | T | C | T | C | C | T | C | T | C | T  | C  | C  | T  | C  | T  | C  | T  | C  | T  | T  | C  | C  | T  | T  | C  | T  | C  | T  | C  | T  | T  | C  | C  | T  | C  | T  | C  | T  |
| Risultato | V | V | V | V | V | N | N | V | N | V  | V  | N  | P  | V  | P  | V  | V  | P  | V  | V  | N  | V  | P  | P  | V  | P  | V  | V  | N  | P  | V  | V  | V  | P  | N  | N  | V  | N  |
| Posizione | 2 | 3 | 3 | 2 | 1 | 3 | 3 | 2 | 3 | 3  | 2  | 3  | 4  | 3  | 4  | 4  | 4  | 4  | 4  | 4  | 4  | 4  | 4  | 5  | 4  | 6  | 4  | 5  | 4  | 5  | 5  | 5  | 4  | 5  | 4  | 4  | 3  | 3  |

Legenda:

Luogo: C = Casa; T = Trasferta. Risultato: V = Vittoria; N = Pareggio; P = Sconfitta.

### Statistiche dei giocatori
| Giocatore         | Premier League | Premier League | Premier League | Premier League | FA Cup   | FA Cup | FA Cup      | FA Cup     | Coppa di Lega | Coppa di Lega | Coppa di Lega | Coppa di Lega | Europa League | Europa League | Europa League | Europa League | Totale   | Totale | Totale      | Totale     |
| Giocatore         | Presenze       | Reti           | Ammonizioni    | Espulsioni     | Presenze | Reti   | Ammonizioni | Espulsioni | Presenze      | Reti          | Ammonizioni   | Espulsioni    | Presenze      | Reti          | Ammonizioni   | Espulsioni    | Presenze | Reti   | Ammonizioni | Espulsioni |
| ----------------- | -------------- | -------------- | -------------- | -------------- | -------- | ------ | ----------- | ---------- | ------------- | ------------- | ------------- | ------------- | ------------- | ------------- | ------------- | ------------- | -------- | ------ | ----------- | ---------- |
| J. Blackman       | -              | -              | -              | -              | -        | -      | -           | -          | -             | -             | -             | -             | -             | -             | -             | -             | -        | -      | -           | -          |
| M. Bułka          | -              | -              | -              | -              | -        | -      | -           | -          | -             | -             | -             | -             | -             | -             | -             | -             | -        | -      | -           | -          |
| W. Caballero      | 2              | 0              | 0              | 0              | 2        | 0      | 0           | 0          | 2             | 0             | 0             | 0             | 2             | 0             | 0             | 0             | 8        | 0      | 0           | 0          |
| J. Cumming        | -              | -              | -              | -              | -        | -      | -           | -          | -             | -             | -             | -             | -             | -             | -             | -             | -        | -      | -           | -          |
| R. Green          | -              | -              | -              | -              | -        | -      | -           | -          | -             | -             | -             | -             | -             | -             | -             | -             | -        | -      | -           | -          |
| Kepa              | 36             | 0              | 2              | 0              | 1        | 0      | 0           | 0          | 4             | 0             | 1             | 0             | 13            | 0             | 1             | 0             | 54       | 0      | 4           | 0          |
| E. Ampadu         | -              | -              | -              | -              | 2        | 0      | 0           | 0          | -             | -             | -             | -             | 3             | 0             | 0             | 0             | 5        | 0      | 0           | 0          |
| César Azpilicueta | 38             | 1              | 4              | 0              | 3        | 0      | 0           | 0          | 6             | 0             | 1             | 0             | 9             | 0             | 2             | 0             | 56       | 1      | 7           | 0          |
| G. Cahill         | 2              | 0              | 0              | 0              | -        | -      | -           | -          | 2             | 0             | 0             | 0             | 4             | 0             | 1             | 0             | 8        | 0      | 1           | 0          |
| A. Christensen    | 8              | 0              | 1              | 0              | 2        | 0      | 0           | 0          | 4             | 0             | 0             | 0             | 15            | 0             | 2             | 0             | 29       | 0      | 3           | 0          |
| D. Luiz           | 36             | 3              | 3              | 0              | 2        | 0      | 0           | 0          | 5             | 0             | 1             | 0             | 6             | 0             | 1             | 0             | 49       | 3      | 5           | 0          |
| Emerson           | 10             | 0              | 0              | 0              | 1        | 0      | 0           | 0          | 5             | 1             | 1             | 0             | 11            | 0             | 1             | 0             | 27       | 1      | 2           | 0          |
| M. Guehi          | -              | -              | -              | -              | -        | -      | -           | -          | -             | -             | -             | -             | -             | -             | -             | -             | -        | -      | -           | -          |
| M. Alonso         | 31             | 2              | 6              | 0              | 2        | 0      | 0           | 0          | 1             | 0             | 0             | 0             | 4             | 2             | 0             | 0             | 38       | 4      | 6           | 0          |
| A. Rüdiger        | 33             | 1              | 7              | 0              | 2        | 0      | 1           | 0          | 4             | 0             | 1             | 0             | 4             | 0             | 1             | 0             | 43       | 1      | 10          | 0          |
| D. Zappacosta     | 4              | 0              | 0              | 0              | 2        | 0      | 0           | 0          | 1             | 0             | 0             | 0             | 10            | 0             | 1             | 0             | 17       | 0      | 1           | 0          |
| R. Barkley        | 27             | 3              | 1              | 0              | 3        | 0      | 1           | 0          | 5             | 0             | 0             | 0             | 12            | 2             | 2             | 0             | 47       | 5      | 4           | 0          |
| D. Drinkwater     | -              | -              | -              | -              | -        | -      | -           | -          | -             | -             | -             | -             | -             | -             | -             | -             | -        | -      | -           | -          |
| C. Gallagher      | -              | -              | -              | -              | -        | -      | -           | -          | -             | -             | -             | -             | -             | -             | -             | -             | -        | -      | -           | -          |
| Jorginho          | 37             | 2              | 8              | 0              | 2        | 0      | 0           | 0          | 3             | 0             | 2             | 0             | 11            | 0             | 0             | 0             | 53       | 2      | 10          | 0          |
| N. Kanté          | 36             | 4              | 3              | 0              | 2        | 0      | 1           | 0          | 5             | 1             | 1             | 0             | 10            | 0             | 1             | 0             | 53       | 5      | 6           | 0          |
| M. Kovačić        | 32             | 0              | 3              | 0              | 2        | 0      | 0           | 0          | 5             | 0             | 1             | 0             | 12            | 0             | 1             | 0             | 51       | 0      | 5           | 0          |
| R. Loftus-Cheek   | 24             | 6              | 0              | 0              | 2        | 0      | 0           | 0          | 3             | 0             | 0             | 0             | 11            | 4             | 1             | 0             | 40       | 10     | 1           | 0          |
| G. McEachran      | -              | -              | -              | -              | -        | -      | -           | -          | -             | -             | -             | -             | -             | -             | -             | -             | -        | -      | -           | -          |
| M. van Ginkel     | -              | -              | -              | -              | -        | -      | -           | -          | -             | -             | -             | -             | -             | -             | -             | -             | -        | -      | -           | -          |
| O. Giroud         | 27             | 2              | 1              | 0              | 1        | 0      | 0           | 0          | 3             | 0             | 0             | 0             | 14            | 11            | 0             | 0             | 45       | 13     | 1           | 0          |
| E. Hazard         | 37             | 16             | 2              | 0              | 2        | 0      | 0           | 0          | 5             | 3             | 0             | 0             | 8             | 2             | 0             | 0             | 52       | 21     | 2           | 0          |
| G. Higuaín        | 14             | 5              | 0              | 0              | 2        | 0      | 0           | 0          | 1             | 0             | 0             | 0             | 1             | 0             | 0             | 0             | 18       | 5      | 0           | 0          |
| C. Hudson-Odoi    | 10             | 0              | 0              | 0              | 2        | 1      | 0           | 0          | 2             | 0             | 0             | 0             | 9             | 4             | 0             | 0             | 23       | 5      | 0           | 0          |
| Pedro             | 31             | 8              | 2              | 0              | 1        | 0      | 0           | 0          | 5             | 0             | 0             | 0             | 14            | 5             | 1             | 0             | 51       | 13     | 3           | 0          |
| Willian           | 32             | 3              | 2              | 0              | 2        | 2      | 0           | 0          | 6             | 0             | 0             | 0             | 15            | 3             | 0             | 0             | 55       | 8      | 2           | 0          |
| C. Fàbregas       | 6              | 0              | 1              | 0              | 1        | 0      | 0           | 0          | 3             | 1             | 1             | 0             | 5             | 0             | 0             | 0             | 15       | 1      | 2           | 0          |
| Á. Morata         | 16             | 5              | 3              | 0              | 1        | 2      | 0           | 0          | 2             | 0             | 1             | 0             | 4             | 2             | 1             | 0             | 23       | 9      | 5           | 0          |
| V. Moses          | 2              | 0              | 0              | 0              | -        | -      | -           | -          | 1             | 0             | 1             | 0             | 2             | 0             | 0             | 0             | 5        | 0      | 1           | 0          |